# نادي أسدود
نادي أسدود هو نادي كرة قدم إسرائيلي من مدينة أسدود يلعب في الدوري الإسرائيلي الممتاز،تأسس النادي في 1999.